# Александар Девић
Александар Девић (Београд, 1954) српски је сликар и графичар. Задњих година интензивније се бави компјутерском графиком. Члан је Удружење ликовних уметника Србије (сликарска секција) од 1986. године, као и Графичког круга, Удружење графичара из Ниша. Учествовао је на бројним самосталним и колективним изложбама у земљи и иностранству и заједничким изложбама чланова УЛУС-а Ниш.

## Живот и каријера
Средњу уметничку школу завршио је у Нишу. Прво је на Факултету примењене уметности у Београду дипломирао сликарство 1978. године, да би на истом факултету, 1998. године, на одсеку графике, завршио и последипломске студије, на одсеку графике (1998). године, на истом факултету.
По завршетку студија краће време радио је као професор компјутерске графике и графичког обликовања у средњој Уметничкој школи у Нишу, а током 2003. и 2004. године и као предавач на Факултету уметности Универзитета  у Нишу за предмете: Графичке комуникације и Просторна графика.  Учествовао у формирању графичког одсека овог факултета.
Реализовао је студијска путовања: Италија: Болоња, Анкона, Сан Марино, Фиренца, Рим, Француска: Париз, Немачка: Минхен, Аустрија: Салцбург, Грчка: Солун, Атина, Нафплион, Волос, Кипар: Лимасол, Ларнака, Никозија, Египат: Каиро, Александрија, Луксор, Асуан, Карнак.
На ликовну сцену Србије ступио с краја 1970-тих година  учешћем на колективним и самосталним изложбама.
Од 2000. до 2004. године био је директор Галерији савремене ликовне уметности у Нишу. У овој установи радио је као Виши сарадник за Интернет комуникације и издаваштво и био уредник Информативног интернет часописа Галерије СЛУ Ниш (скраћено IIČ GSLU).
Више стотина Девићевих графика и слика налази се у приватним колекцијама у Грчкој, Немачкој, Италији, Холандији, Данској, Француској и Америци.
Живи и ствара у Нишкој Бањи.

## Награде и признања
- 1986. — Откупна награда СИЗ-а културе, Београд.
- 1986. — Сребрна плакета УЛУПУДС-а, Међународни сајам технике и техничких достигнућа.
- 1996. — Специјално признање „Нишка смотра маркетиншких остварења”
- 1998. — Специјално признање 45. међународног филмског фестивала кратког и анимираног филма, Београд,  YUASIFA

## Ликовно стваралаштво
Александар Девић је као уметник широког спектра интересовања и ангажовања, стварао у свим сферама сликарства, али и у области компјутерске графике и графичког обликовања. Међутим његова највећа преокупација је сликарство, у коме је пронашао и створио сопствени „језик ликовности” и препознатљив стил савременог надреализма.
Девићев стил препознали су многи Амерички галеристи који су његова дела уврстили у збирку савремених стваралаца у овој области. То му је омогућило, да се његова дела нађу у многобројним приватним колекцијама широм света (Грчка, Немачка, Италија, Холандија, Данска, Француска и Америка).
Трагајући за есенцијом сликарског призора, Александар Девић: 
| „ | ...негује, чува и воли испреплетану реалност и надреалност у коју уноси свој лични емотивни гест...(при чему)...мотиви који се преплићу на његовим делима, откривају душу, хармонију и склад његовог унутрашњег занесеног бића, било да је реч о жени, ратнику, пејзажу, мртвој природи, грађевини из прошлости или чак футуристичкој надреалној сцени. | ” |

У својим делима Александар Девић лебдећим ликовним елементима, испуњеним пиктуралном бојом у којој се огледа слика, заправо у слици ствара одраз ка у огледалу, неку врсту сопственог света, толико упечатљивог и снажног. А у том свету Девић, наглашеном перспективом, лавиринтом дешавања и прожимањем театралне композиције, реализује безброј сопствених идеја имагинарног света. Тиме посматрача Девић очарава и додатно узбуђује и оплемењеном поетичношћу самог приказа.
Према речима дугогодишње Девићеве сараднице, сликарке и ликовног критичара Соње Вукашиновић из ГСЛУ Нишу,
| „ | Његова дела су савршено место за бекство од сурове реалности, на које нас уметник одвлачи пружајући нам мир и спокојство за којим сви чезнемо. | ” |

Можда хармонијом боја на платнима .. уметник... зналачки окупира наш поглед и вешто нас увлачи у свет саме слике како би са њом комуницирали детаљима, у потрази за заокруживањем слике и сагледавање логичког тока апстрактног и конкретног...враћајући нас у вечност теме којом се баве само изузетни људи, као што то ради Александар Девић.

## Самосталне изложбе
| Година | Галерија и назив изложбе у Србији | Година | Галерија и назив изложбе у иностранству                       |
| ------ | --- | ------ | ------------------------------------------------------------- |
| 1978.  | - Ниш, Галерија Универзитета Ниш |        |                                                               |
| 1991.  | - Ниш, Галерија Зограф,Изложба графике | 1994.  | - Волос, Грчка, Галерија Теофан, Изложба слика                |
| 2005.  | - Ниш, Галерија „Србија”, Изложба графике |        |                                                               |
| 2017.  | - Ниш, ГСЛУ Павиљон у Нишкој тврђави Изложба слика - Врање, Галерији Народног универзитета Метаморфоза гравитације Александра Девића изложба графика.                                                       | 2017.  | Будимпешта, Српски културни центар, Мађарска, Изложба графика |
| 2018.  | Пирот, Галерија Чедомир Крстић, Изложба слика |        |                                                               |
| 2019.  | Лазаревац, Модерна галерија Лазаревац, Изложба слика |        |                                                               |
| 2021.  | Галерија Музеј у Смедеревској Паланци, Изложба слика |        |                                                               |
| 2022.  | Алексинац, Центар за културу и уметност, Изложба слика Сомбор, Велика сала Културног центра Сомбор Небула изложба слика Врбас, Ликовна галерија Културног центра Врбас, Садашњост универзума изложба слика. |        |                                                               |

## Колективне изложбе
| Година | Назив изложбе и место одржавања                                                            |
| ------ | ------------------------------------------------------------------------------------------ |
| 1978.  | - Графичари 78, Графички Колектив Београд                                                  |
| 1986.  | - Пролећна изложба УЛУС-а, Ниш                                                             |
| 1978.  | - Златно Перо Београда                                                                     |
| 1987.  | - Пролећна изложба УЛУС-а, Ниш                                                             |
| 1988.  | - Пролећна изложба УЛУС-а, Ниш                                                             |
| 1989.  | - Пролећна изложба УЛУС-а, Ниш                                                             |
| 1990.  | - Пролећна изложба УЛУС-а, Ниш                                                             |
| 1991.  | - Пролећна изложба УЛУС-а, Ниш                                                             |
| 1992.  | - Пролећна изложба УЛУС-а, Ниш - Пирот - Пролећна изложба УЛУС-а, Ниш                      |
| 1993.  | - Пролећна изложба УЛУС-а, Ниш                                                             |
| 1994.  | - Нишки цртеж, Ниш - Пролећна изложба УЛУС-а Ниш                                           |
| 1995.  | - Пролећна изложба УЛУС-а, Ниш - Београд - Нишки цртеж, Ниш - Пролећна изложба УЛУС-а, Ниш |
| 1996.  | - Пролећна изложба УЛУС-а Ниш                                                              |
| 1997   | - Пролећна изложба УЛУС-а, Ниш                                                             |
| 2001.  | - Пролећна изложба УЛУС-а Ниш - Пирот                                                      |
| 2002.  | - Пролећна изложба УЛУС-а Ниш                                                              |
| 2009.  | - Ногом у гробу Њујорк, Ico Galleri                                                        |
| 2010.  | - Чудни дизајн Њујорк, Ico Galleri                                                         |
| 2011.  | - Машта у огледалу Њујорк, Амстердам Витни Галерија                                        |
| 2012.  | - Уметност у фокусу, Њујорк                                                                |
| 2013.  | - Нишки цртеж, Ниш                                                                         |
| 2014   | - Шест аутора, Марлоборо Челси Галерија, Лондон - Изложба УПУС-а, Ниш                      |